# Projev v Červeném Hrádku

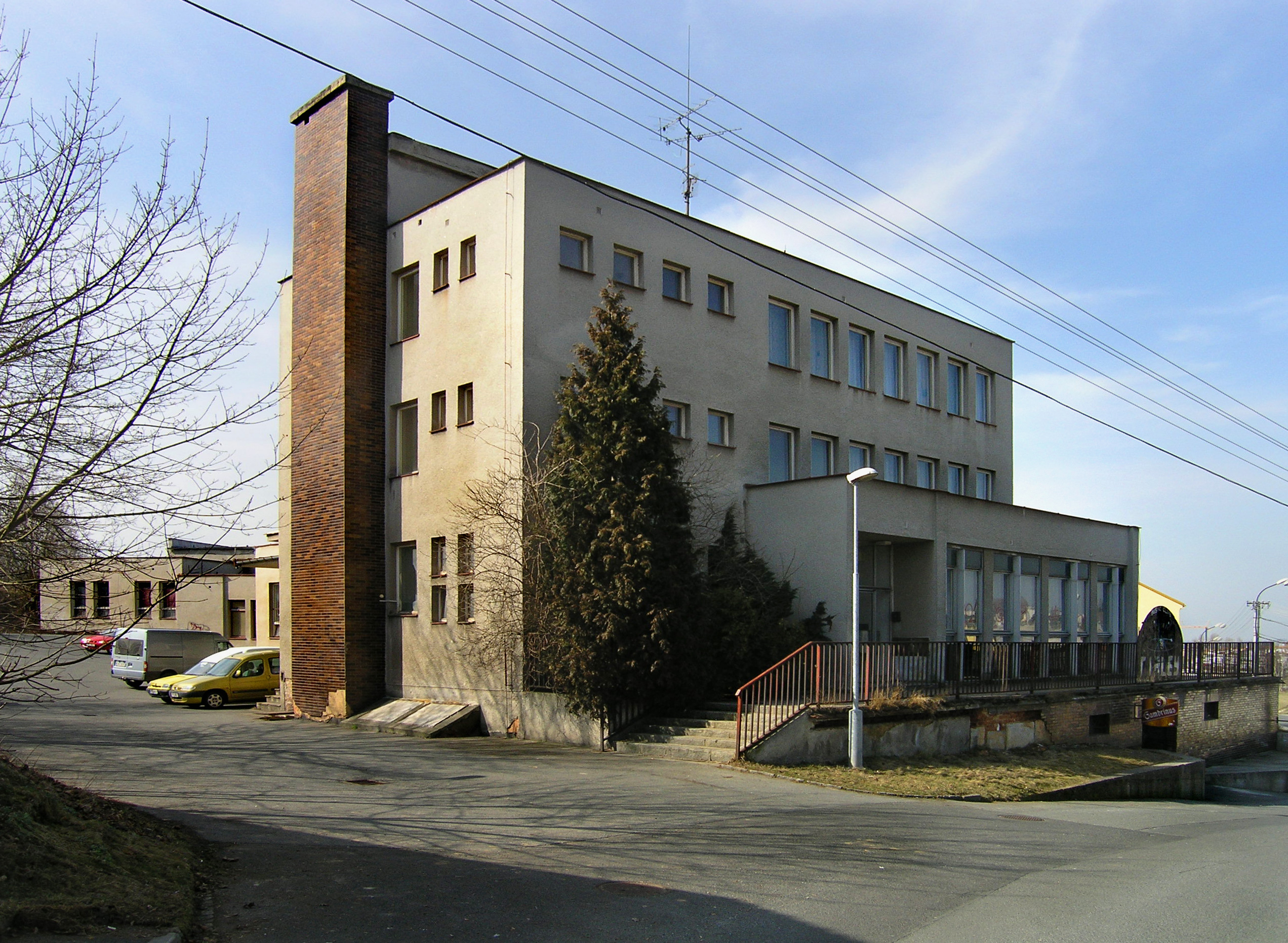
Bývalý kulturní dům v Červeném Hrádku

Projev v Červeném Hrádku přednesl generální tajemník Ústředního výboru Komunistické strany Československa Miloš Jakeš v pondělí 17. července 1989 na schůzi stranických funkcionářů v kulturním domě v Červeném Hrádku, který je součástí Plzně. Na neformálním setkání komunistů byl projev zaznamenán pracovníky Československé televize a nebyl určen ke zveřejnění. Nahrávka se přesto dostala do vysílání rádia Svobodná Evropa. Neobratné formulace a dosud tabuizovaná témata improvizovaného vystoupení čtyři měsíce před sametovou revolucí vzbudily pozornost u českých posluchačů.

## Předcházející události

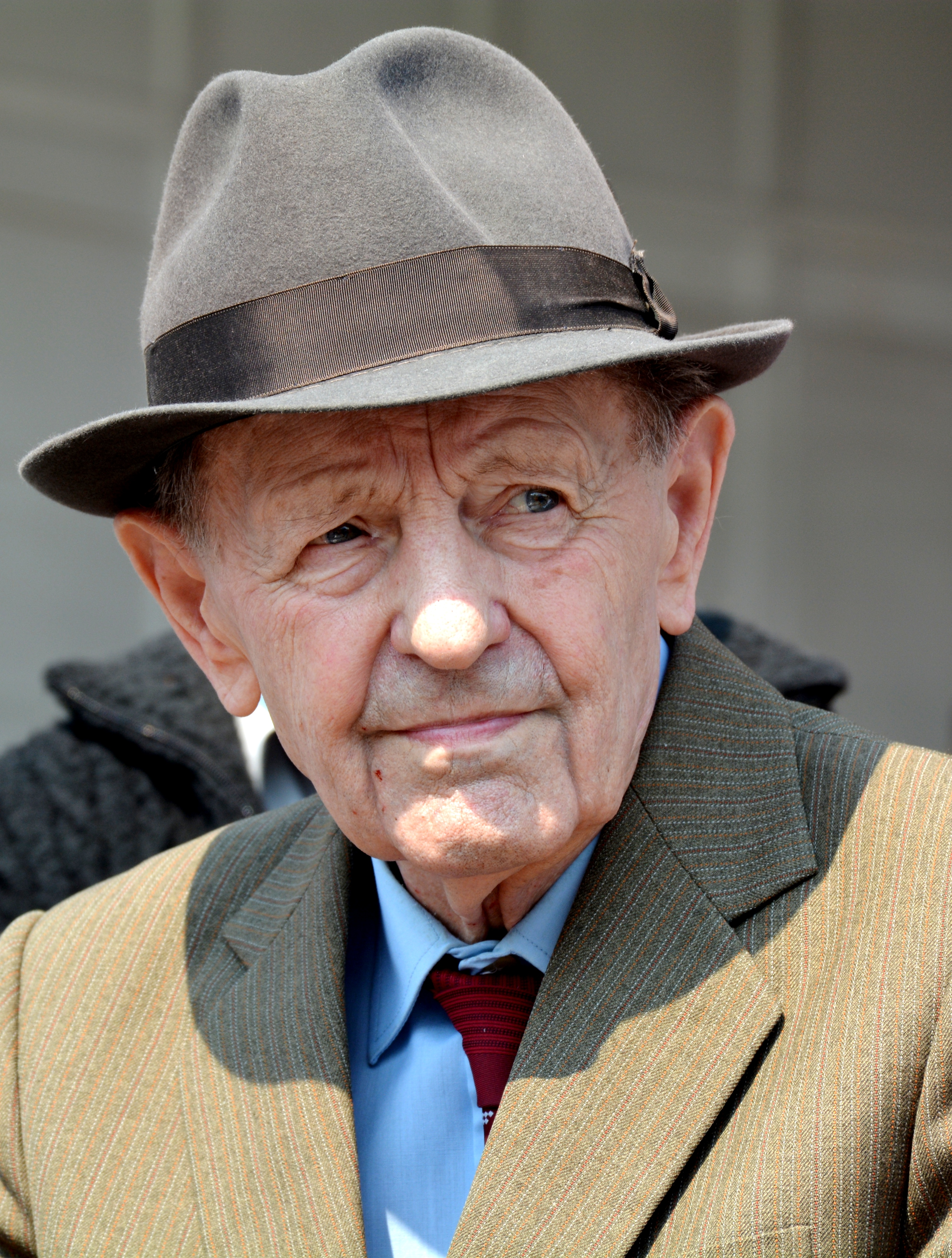
Miloš Jakeš v roce 2014

Vystoupení Miloše Jakeše předcházely střety československého disentu s komunistickou mocí a postupné uvolňování komunistické diktatury v okolních socialistických zemích. V lednu 1989 proběhla série občanských nepokojů v Praze, tzv. Palachův týden, a 29. června zveřejnila Charta 77 petici Několik vět, kterou do konce roku podepsalo kolem 40 000 občanů. V Sovětském svazu po nástupu Michaila Gorbačova probíhala tzv. přestavba hospodářského mechanismu Perestrojka a politika otevřenosti Glasnosť, k čemuž se formálně hlásil i komunistický režim v Československu. V Polsku a Maďarsku však tyto procesy probíhaly rychleji a s blížícím se srpnovým výročím invaze vojsk Varšavské smlouvy do Československa se schylovalo k odsouzení této invaze polským Sejmem a Maďarskou socialistickou dělnickou stranou. 
V Polsku 8. května začal vycházet opoziční deník Gazeta Wyborcza a šéfredaktorem byl disident Adam Michnik. V noci ze 3. na 4. června 1989 došlo v Číně k masakru na náměstí Nebeského klidu. V červnových polských parlamentních volbách měla úspěch opozice. V Budapešti se 16. června za účasti statisíců lidí konal pohřeb vůdce Maďarského povstání z roku 1956 Imreho Nagye. Den předtím také lidé demonstrovali u sovětské ambasády. Michail Gorbačov 6. července na zasedání Rady Evropy ve Štrasburku prohlásil, že Sovětský svaz již nebude zasahovat do vnitřních záležitostí zemí východního bloku. Americký prezident George Bush navštívil ve dnech 10.–11. července Polsko. Setkal se s prezidentem Wojciechem Jaruzelskim i Lechem Wałęsou. V projevu v Sejmu přislíbil investice do rozvoje soukromého sektoru, podpořil demokratické změny v polské společnosti a navštívil Gdaňsk, kde v roce 1980 vzniklo hnutí Solidarita. Následně vykonal obdobnou návštěvu Maďarska. Prezident Gustáv Husák i Miloš Jakeš jednali v Praze 13. července s německým ministrem zahraničí Hansem-Dietrichem Genscherem. Ten s nimi mluvil o lidských právech, petici Několik vět či o znemožnění vycestování Jiřího Hájka na pozvání německého prezidenta. Setkal se s Václavem Havlem, Jiřím Hájkem a kardinálem Františkem Tomáškem.
Na tuto situaci se pokoušela reagovat i Komunistická strana Československa. Miloš Jakeš se 17. července zúčastnil stranické schůze v kulturním domě v Červeném Hrádku. Neměl naplánován projev, ale chtěl poněkud otevřeněji reagovat na předem podané dotazy z pléna. Posluchači byli straníci ze Západočeského kraje a přítomná byla i Československá televize, která z projevu použila krátkou ukázku do Televizních novin.

## Projev
První část jeho zaznamenaného vystoupení tvořil třicetiminutový projev. Následně odpovídal 36 minut na předem podané dotazy, kterých bylo původně 30 a Miloš Jakeš si vzal 15 minut přestávky na přípravu odpovědí. V záznamu odpověděl na 9 z nich. Zabýval se v nich ekonomickou a politickou situací v zemi. V souvislosti s peticí Několik vět zmínil některé signatáře z řad umělců, především zpěvačku Hanu Zagorovou a národního umělce Jana Baucha. Z disentu promluvil o Václavu Havlovi, Alexandru Dubčekovi, Oldřichu Černíkovi a Jiřím Hájkovi. Ze zahraničních politiků například o bývalém německém kancléři Willy Brandtovi, který od roku 1976 vedl Socialistickou internacionálu a intervenoval ve prospěch Alexandra Dubčeka. Zmínil i německého ministra zahraničí Hanse-Dietricha Genschera, který se přimlouval za možnost vycestování Václava Havla z Československa.

## Zveřejnění

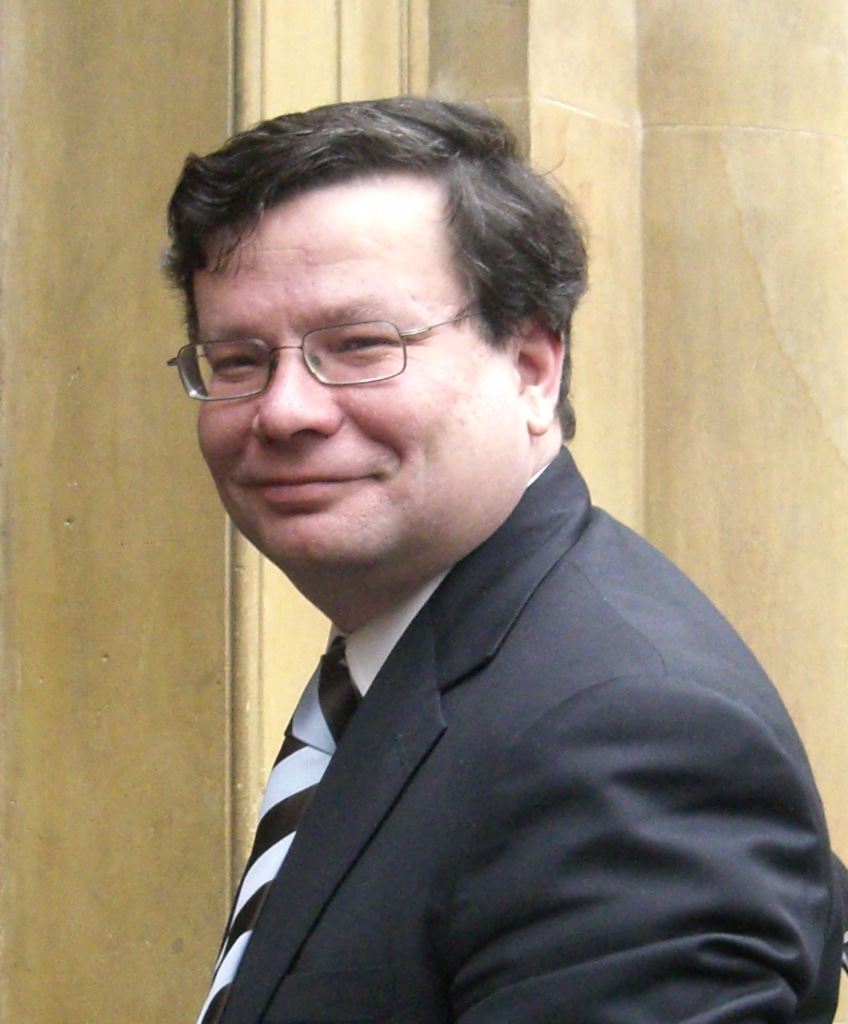
Chartista Alexandr Vondra předal nahrávku Svobodné Evropě

V roce 1998 se k nahrávce přihlásil Petr Smrčka, který byl tehdy technikem na vysílacím pracovišti Československé televize. V přenosovém voze byl i pozdější předseda odborářů v České televizi Antonín Dekoj. Záznam od něj chtěl převzít Jakešův tajemník, ale dostal pouze jeden pásek a druhý zůstal Dekojovi. Ten jej předal režiséru Jindřichu Polákovi. Nahrávka se pak na magnetofonové kazetě dostala k literárnímu kritikovi Josefu Vohryzkovi a není jisté, zda byla původně od Smrčka nebo Dekoje. Vohryzek ji přinesl mluvčímu Charty 77 Alexandru Vondrovi a ten ji přes Vídeň poslal redaktorovi Svobodné Evropy Milanu Schulzovi. Rozhlasová stanice ji pak 29. července odvysílala i se Schulzovým komentářem. Kopie nahrávky se mezi lidmi rychle množily a Schulz ji měl k dispozici i od Pavla Tigrida. V roce 2005 Miloš Jakeš prohlásil, že za únikem nahrávky stála Státní bezpečnost a projev byl sestříhán. Státní bezpečnost po vzniku nahrávky pátrala a vytipovala 53 osob, které ji mohly pořídit. Nikoho konkrétního ale nenašla. Originál nahrávky předal Petr Smrčka po několika letech Václavu Havlovi. Projev se během sametové revoluce pouštěl ze záznamu v ulicích a později vyšel na CD. Miloš Jakeš v roce 2009 uvažoval o vymáhání honoráře za autorská práva.